# Le Requiem du roi des roses
Le Requiem du roi des roses (薔薇王の葬列, Bara-ō no sōretsu) est un shōjo manga de Aya Kanno, prépublié dans le magazine Monthly Princess entre octobre 2013 et janvier 2022 et publié par l'éditeur Akita Shoten en volumes reliés depuis mars 2014. La version française est éditée par Ki-oon dans la collection « seinen » depuis mars 2015.
L'histoire est adaptée de la pièce de théâtre de William Shakespeare, Richard III.
Une adaptation de la série en anime de 24 épisodes est diffusée entre le 9 janvier et le 26 juin 2022. Dans les pays francophones, la diffusion est assurée par Wakanim et Crunchyroll.

## Synopsis
Richard d'York, le plus jeune héritier de la prestigieuse famille York, a le malheur d'être né intersexe ; de ce fait il est haï par sa mère qui ne cesse de lui répéter qu'il est l'enfant du diable, contrairement à son père qui lui voue un amour inconditionnel. Cependant, la vie de Richard bascule quand son père s'engage dans un conflit avec les Lancaster afin de devenir roi. De cette guerre des Deux-Roses résultera un monstre qui marquera l'Angleterre de son empreinte.

## Personnages
Rose Blanche (York) :
- Richard (VF : Garlan Le Martelot) : Le benjamin de la famille d'York. Né hermaphrodite, il est haï par sa mère, qui garde ses distances avec lui. Il aime Henri.
- Richard Plantagenêt (VF : Emmanuel Gradi) : Père de Richard, Édouard et Georges. Malgré son port fier, c'est un homme affectueux, adulé par Richard.
- Cécile Neville (VF : Léovanie Raud) : Mère de Richard, Édouard et Georges. Elle ne supporte pas Richard.
- Édouard IV (VF : Jim Redler) : Fils aîné des Yorks.
- Georges Plantagenêt (VF : Aurélien Raynal) : Cadet d'Édouard.
- Richard Neville, 16e comte de Warwick (VF : Jérôme Keen) : Alliée de la maison d'York, il est surnommé le « Faiseur de rois »
- Élisabeth Woodville (VF : Jessie Lambotte) : femme et reine consort d'Angleterre d'Édouard IV
- William Catesby (VF : Charles Mendiant) : Le serviteur loyale de Richard
- Anne Neville (VF : Clara Quilichini) : fille cadette de Lord Warwick et amie de Richard
- Buckingham (VF : Pablo Cherray) : Un allié de Richard

Rose rouge (Lancaster) :
- Henri VI (VF : Julien Portugais) : Un roi très pieux, qui fuit la confrontation. Il sort parfois en cachette et se fait passer pour un berger.
- Marguerite d'Anjou (VF : Juliette Degenne) : Épouse d'Henri, n'éprouve guère d'affection pour celui-ci.
- Édouard de Lancaster (VF : Benjamin Bollen) : Fils d'Henri. Il aime Richard.

Autres :
- Jeanne d'Arc (VF : Estelle Darazi) : esprit tourmentant Richard.

## Manga

### Liste des volumes
| no | Japonais          | Japonais          | Français        | Français          |
| no | Date de sortie    | ISBN              | Date de sortie  | ISBN              |
| -- | ----------------- | ----------------- | --------------- | ----------------- |
| 1  | 14 mars 2014      | 978-4-253-27181-3 | 26 mars 2015    | 978-2-35592-811-6 |
| 2  | 16 septembre 2014 | 978-4-253-27182-0 | 11 juin 2015    | 978-2-35592-827-7 |
| 3  | 16 janvier 2015   | 978-4-253-27183-7 | 22 octobre 2015 | 978-2-35592-880-2 |
| 4  | 16 juillet 2015   | 978-4-253-27184-4 | 28 janvier 2016 | 978-2-35592-912-0 |
| 5  | 16 décembre 2015  | 978-4-253-27185-1 | 25 août 2016    | 978-2-35592-986-1 |
| 6  | 16 juin 2016      | 978-4-253-27186-8 | 23 février 2017 | 979-10-327-0064-8 |
| 7  | 16 janvier 2017   | 978-4-253-27187-5 | 17 août 2017    | 979-10-327-0096-9 |
| 8  | 14 juillet 2017   | 978-4-253-27188-2 | 19 avril 2018   | 979-10-327-0249-9 |
| 9  | 16 janvier 2018   | 978-4-253-27189-9 | 24 janvier 2019 | 979-1-032-70380-9 |
| 10 | 13 juillet 2018   | 978-4-253-27190-5 | 20 juin 2019    | 979-10-327-0423-3 |
| 11 | 15 février 2019   | 978-4-253-27336-7 | 17 octobre 2019 | 979-10-327-0500-1 |
| 12 | 19 août 2019      | 978-4-253-27337-4 | 20 février 2020 | 979-10-327-0562-9 |
| 13 | 14 février 2020   | 978-4-253-27338-1 | 13 août 2020    | 979-10-327-0652-7 |
| 14 | 16 septembre 2020 | 978-4-253-27339-8 | 6 mai 2021      | 979-10-327-0795-1 |
| 15 | 16 mars 2021      | 978-4-253-27340-4 | 12 août 2021    | 979-10-327-1004-3 |
| 16 | 16 décembre 2021  | 978-4-253-27341-1 | 21 avril 2022   | 979-10-327-1125-5 |
| 17 | 16 juin 2022      | 978-4-253-27342-8 | 20 octobre 2022 | 979-10-327-1193-4 |

## Anime
Le 15 septembre 2020, une vidéo promotionnelle pour une prochaine adaptation en anime est diffusée sur la chaine YouTube de Akita Publishing. Initialement prévu pour l'automne 2021, il est repoussé à janvier 2022.
La série est réalisée par le studio J. C. Staff. La réalisation est dirigée par Kentarô Suzuki, la supervision et la rédaction des scripts par Hiroki Uchida et le design des personnages par Tsutomu Hashizume.
La version française est réalisée par le studio de doublage Time-Line Factory, sous la direction artistique de Estelle Dehon avec des dialogues adaptés par Baptiste Barré, Ophélie de San Bartholomé et Kevin Thoraval.

## Divergences avec la pièce de Shakespeare
Il existe de nombreuses divergences avec la pièce originale de William Shakespeare, notamment dans le traitement du personnage de Richard, considéré avant tout comme un personnage positif. Le personnage perd également son aspect sournois et beau-parleur, cette facette étant dévolue dans le manga au personnage de Buckingham. 
Si, dans la pièce originale, et ce dès la première scène, Richard est décrit comme difforme, comme beaucoup des antagonistes des pièces de Shakespeare, il n'est pas fait mention du fait qu'il soit intersexe. Le symbolisme de la pièce est accentué dans le manga, avec des apparitions régulières du sanglier, symbole de Richard, ponctuellement mentionné dans la pièce. Beaucoup des relations entre les personnages sont extrapolées, notamment entre Richard et Buckingham, ou encore entre Richard et son père, Richard d'York, qui est la principale motivation du personnage au début du manga.

### Édition japonaise
1. 1 2  (ja) « 薔薇王の葬列 第1巻 », sur Akita Shoten.
2. 1 2  (ja) « 薔薇王の葬列 第2巻 », sur Akita Shoten.
3. 1 2  (ja) « 薔薇王の葬列 第3巻 », sur Akita Shoten.
4. 1 2  (ja) « 薔薇王の葬列 第4巻 », sur Akita Shoten.
5. 1 2  (ja) « 薔薇王の葬列 第5巻 », sur Akita Shoten.
6. 1 2  (ja) « 薔薇王の葬列 第6巻 », sur Akita Shoten.
7. 1 2  (ja) « 薔薇王の葬列 第7巻 », sur Akita Shoten.
8. 1 2  (ja) « 薔薇王の葬列 第8巻 », sur Akita Shoten.
9. 1 2  (ja) « 薔薇王の葬列 第9巻 », sur Akita Shoten.
10. 1 2  (ja) « 薔薇王の葬列 第10巻 », sur Akita Shoten.
11. 1 2  (ja) « 薔薇王の葬列 第11巻 », sur Akita Shoten.
12. 1 2  (ja) « 薔薇王の葬列 第12巻 », sur Akita Shoten.
13. 1 2  (ja) « 薔薇王の葬列 第13巻 », sur Akita Shoten.
14. 1 2  (ja) « 薔薇王の葬列 第14巻 », sur Akita Shoten.
15. 1 2  (ja) « 薔薇王の葬列 第15巻 », sur Akita Shoten.
16. 1 2  (ja) « 薔薇王の葬列 第16巻 », sur Akita Shoten.
17. 1 2  (ja) « 薔薇王の葬列 第17巻 », sur Akita Shoten.

### Édition française
1. 1 2  « Tome 1 », sur Ki-oon.
2. 1 2  « Tome 2 », sur Ki-oon.
3. 1 2  « Tome 3 », sur Ki-oon.
4. 1 2  « Tome 4 », sur Ki-oon.
5. 1 2  « Tome 5 », sur Ki-oon.
6. 1 2  « Tome 6 », sur Ki-oon.
7. 1 2  « Tome 7 », sur Ki-oon.
8. 1 2  « Tome 8 », sur Ki-oon.
9. 1 2  « Tome 9 », sur Ki-oon.
10. 1 2  « Tome 10 », sur Ki-oon.
11. 1 2  « Tome 11 », sur Ki-oon.
12. 1 2  « Tome 12 », sur Ki-oon.
13. 1 2  « Tome 13 », sur Ki-oon.
14. 1 2  « Tome 14 », sur Ki-oon.
15. 1 2  « Tome 15 », sur Ki-oon.
16. 1 2  « Tome 16 », sur Ki-oon.
17. 1 2  « Tome 17 », sur Ki-oon.